# راعی
گاما قیفاووس یک ستاره است که در صورت فلکی قیفاووس قرار دارد.